# Бадам (Ордабасинский район)
Бадам (каз. Бадам) — село в Ордабасинском районе Туркестанской области Казахстана. Административный центр Бадамского сельского округа. Находится примерно в 24 км к югу от районного центра, села Темирлановка (55 км согласно КНЭ). Код КАТО — 514633100. В числе предприятий — керамический завод, производственные кооперативы, фермерские хозяйства. Имеется железнодорожная станция.

## Население
В 1999 году население села составляло 5012 человек (2499 мужчин и 2513 женщин); в 2003 в селе проживали 5,1 тысячи человек. По данным переписи 2009 года, в селе проживало 6709 человек (3376 мужчин и 3333 женщины).

## Знаменитые уроженцы
- Величко, Александр Иванович (1925—2019) — участник Великой Отечественной войны 1941—1945 гг., полный кавалер ордена Славы.